# Mario Kart 7
Mario Kart 7 (яп. マリオカート7, Mario Kāto Sebun) — відеогра жанру автосимулятора. Сьома гра у серії Mario Kart, і третя для портативних консолей. Розроблена Nintendo EAD і Retro Studios та видана Nintendo для Nintendo 3DS.